# Gualter de Châtillon
Gualter de Châtillon va ser un poeta i escriptor medieval, en llengua llatina, de la segona meitat del segle xii. La seva obra més coneguda, Alexandreis, va tenir una extraordinària influència en els segles posteriors. La seva figura, en part oblidada, ha estat redescoberta durant el segle xx.

## Biografia
Tot i les incerteses sobre moltes de les seves dades biogràfiques, sabem que Gualter de Châtillon (nom llatinitzat, Gualterus de Castellione) va néixer en un poblet a prop de Lilla, a l'entorn de l'any 1135. El nom de Châtillon prové de la ciutat on va iniciar els seus treballs com escriptor (probablement Châtillon sur Marne). Es va instruir sota la direcció d'Esteve de Beauvais i va esdevenir clergue i mestre.
Durant la seva vida va conèixer a fons l'Europa de la seva època i va exercir nombroses activitats i càrrecs, entre els quals destaquen el d'ambaixador a la cort d'Enric II Plantagenet, intervenint directament en els enfrontaments entre l'Església i la reialesa en favor de Thomas Becket; els d'estudiant i docent de dret a Itàlia, a Bolonya i a Roma; el de director de les escoles de Laon i de Châtillon; i el de canonge a la ciutat d'Amiens, on va morir de lepra l'any 1201.
Va establir una estreta relació amb Guillem de Reims, noble molt influent i arquebisbe d'aquesta ciutat, el qual va convertir-se en un dels seus protectors i al qual Gualter va dedicar la seva obra més important. Les experiències viscudes en cadascuna d'aquestes etapes de la seva vida varen constituir la seva font de coneixements més important i la base de la seva obra.

## Producció literària
Gualter de Châtillon va escriure en llatí més de 200 obres, tot i que l'Alexandreis és la seva obra més coneguda. Destaquen les següents: 
- Tractatus contra judeus

És un tractat teològic en forma de diàleg, en prosa sobre les diferències entre el cristianisme i el judaisme.
- Moralium Dogma Philosophorum

És una obra escrita també en prosa i probablement la primera de l'autor (encara que la seva autoria està en discussió) on reflexiona sobre sentències de filòsofs antics amb relació a l'honestedat i la utilitat.
- Georgica

És una obra escrita en vers, en hexàmetres, mètrica pròpia de la poesia grega i llatina que Gualter pretenia imitar.
- Poemes satírics i moralistes

Nombrosos altres poemes satírico-moralistes han estat recopilats per diferents autors i atribuïts, amb certa controvèrsia, a Gualter de Châtillon. Entre aquests poemes poden destacar-se dos temes particularment rellevants: les pastorel·les, on un jove de classe alta festeja i intenta seduir una jove pastora, i les crítiques als vicis del clergat i del papat a partir de les experiències adquirides durant la seva estada a Roma.
- Alexandreis

És la seva obra poètica més coneguda i que, tot i els anacronismes que conté, va exercir una gran influència, on es relata, de forma mítica, la creació del gran imperi, les batalles, l'estratègia militar i, finalment, la mort d'Alexandre el Gran.